# Per Karlsson
Per Jonas Karlsson (Estocolmo, Suecia, 2 de enero de 1986) es un exfutbolista sueco que jugaba como defensa.

## Selección nacional
Fue internacional con la selección de fútbol de Suecia en dos ocasiones.

## Clubes
| Club                    | País   | Año       |
| ----------------------- | ------ | --------- |
| AIK Solna               | Suecia | 2003-2022 |
| Väsby United (cedido)   | Suecia | 2006      |
| Åtvidabergs FF (cedido) | Suecia | 2007      |

## Palmarés

### Títulos nacionales
| Título              | Club      | País   | Año  |
| ------------------- | --------- | ------ | ---- |
| Allsvenskan         | AIK Solna | Suecia | 2009 |
| Copa de Suecia      | AIK Solna | Suecia | 2009 |
| Supercopa de Suecia | AIK Solna | Suecia | 2010 |
| Allsvenskan         | AIK Solna | Suecia | 2018 |